# Афінаїда
Євдокі́я (Афінаїда, Атенаїда, * 401, Афіни, Східна римська імперія — † 460, Єрусалим, Східна римська імперія) — візантійська імператриця з 7 червня 421  разом із сестрою Феодосія II Пульхерією, поетеса.

## Життєпис
Народилася приблизно в 401 в Афінах у сім'ї язичників. Її батько — Леонтій, — був викладачем Афінського університету, тож дав дочці хорошу освіту. Афінаїда володіла грецькою та латинською мовами, знала риторику, астрономію та геометрію. Після смерті батько заповів Афінаїді лише 100 золотих монет, решту спадку залишивши двом її братам. Брати відмовилися віддавати частину спадку Афінаїді, тож двадцятирічній дівчині довелося поїхати в Константинополь до родички, щоб досягти справедливого рішення у питання спадку. У Константинополі Афінаїда добилася аудієнції у тодішньої августи Пульхерії, яка на той час шукала наречену для свого брата Феодосія ІІ. Грамотна мова, чітке формулювання, а також врода, і статура, і впевнена хода вразили Пульхерію, тому імператриця вирішила влаштувати таємне побачення брата з Афінаїдою, під час якого Феодосій ІІ закохався в Афінаїду, а згодом і одружився з нею. Перед весіллям Афінаїда була охрещена, її хресною матір'ю стала Пульхерія. Християнське ім'я Афінаїди — Євдокія. 7 червня 421 відбулося вінчання Афінаїди та Феодосія ІІ.
Вирушила на прощу до Святої Землі, де потім, потрапивши в опалу, оселилася.
Євдокія померла приблизно в 460 в Єрусалимі, і була похована в базиліці св. Стефана, спорудженій за кошти Євдокії.

## Творчість
Відомо про поему, де Євдокія уславила дії свого чоловіка. Цей твір втрачений. У поемі «Homerokentra» оспівувала життя Христа гомерівськими гекзаметрами. В гекзаметрах описала вона життя св. Кипріяна: «Три книги про мучеництво Кіпріана». Євдокія переклала у вірші «Восьмикнижжя» (перші вісім книг Старого Заповіту) і книги Данила і Захарії. Віднедавано знайдено забутий вірш про лікувальні Гадарські джерела, де вона лікувалась.  
Гадарське  джерело.

Див чудових   багато у  житті у своєму стрічала.

Тільки якими словами про тебе мені розказати

Тепле джерело? Поети про силу твою проспівали.

Міць твою з Океаном вогненним вони порівняли.

Ще із Пеаном, дарителем щедрим живильной вологи.

Тисячі хвиль, що ти народила в різнії боки течуть.

Ця хвиля гаряча, а та ось холодна, струмками дзвенять.

Джерел тут чотири рази по чотири б'ють із каміння...  

 (переклад Т.Л. Александрової)
Втім поезія Євдокії не мала значної художньої цінності.